# 米沢市立六郷小学校
米沢市立六郷小学校（よねざわしりつ ろくごうしょうがっこう）は山形県米沢市にある公立小学校。

## 教育目標
- よく考え進んで学ぶ子ども
- 心の豊かな子ども
- 心も体もたくましい子ども

## 沿革
出典
- 1873年（明治6年） - 轟小学校として設立。
- 1941年（昭和16年）4月1日 - 国民学校令により六郷国民学校に改称。
- 1947年（昭和22年）4月1日 - 学制改革により、六郷村立六郷小学校。
- 1954年（昭和29年）10月1日 - 米沢市との合併で米沢市立六郷小学校と改称。
- 2023年（令和5年） - 創立150周年を迎える[3]。
- 2026年（令和8年） - 本校と広幡・塩井の各小学校を統合した、新設小学校開校により、閉校（予定）[3][4]。

## 通学区域
- 六郷町西藤泉、六郷町西江股、六郷町轟、六郷町一漆、六郷町桐原、六郷町長橋[5]

## 進学先中学校
- 公立学校は、第六中学校へ進学[5]。